# Richard Kaplan
Richard Dennis Kaplan (Johannesburg, 10 maart 1962) is een Zuid-Afrikaans golfprofessional die actief was op de Sunshine Tour.

## Loopbaan
In 1990 werd Kaplan een golfprofessional en behaalde pas in mei 1995 zijn eerste profzege op de Sunshine Tour door het Amatola Sun Classic te winnen. Hij won toen de play-off van Bobby Lincoln en Sean Pappas. Zes maanden later, in september, won hij het FNB Pro Series: Western Cape Open. In de volgende jaren won hij nog twee toernooien.
In 1996 ging hij tijdelijk naar Azië en won op de Aziatische PGA Tour een toernooi: de Royal Thai Classic.

## Prestaties

### Amateur
- Springbok Colors (4 keer)
- 1984: Southern Transvaal Open Strokeplay
- 1986: English Men's Open Amateur Stroke Play Championship

### Professional
Sunshine Tour
| Nr. | Datum             | Toernooi                          | Score           | Score | Info                                             |
| --- | ----------------- | --------------------------------- | --------------- | ----- | ------------------------------------------------ |
| 1   | 7 mei 1995        | Amatola Sun Classic               | 68-70-72=210    | –6    | Won de play-off van Bobby Lincoln en Sean Pappas |
| 2   | 30 september 1995 | FNB Pro Series: Western Cape Open | 72-70-72=214    | –2    |                                                  |
| 3   | 3 maart 1996      | Hollard Royal Swazi Sun Open      | 66-67-70-68=271 | –17   | Won de play-off van Wayne Westner                |
| 4   | 1 april 2000      | FNB Botswana Open                 | 71-67-65=203    | –10   |                                                  |

Aziatische PGA Tour
- 1996: Royal Thai Classic

Andere
- 1989: Pietersburg Classic
- 1990: Pietermaritzburg Classic & Nissan Challenge
- 1991: Pietersburg Classic